# Сиемреап (город)
Сиемреа́п (кхмер. ក្រុងសៀមរាប) — город в Камбодже, административный центр провинции (кхета) Сиемреап. Население города — 171 800 чел. (2009).

## История
Сиемреап был деревней, когда первые французские исследователи в XIX веке заново открыли Ангкор. С переходом города под французскую юрисдикцию в 1907 году, Сиемреап стал расти за счёт туризма. Отель The Grand Hotel d’Angkor был открыт в 1929 году; храмы Ангкора оставались одной из ведущих азиатских достопримечательностей вплоть до конца 1960-х годов. В 1975 году население Сиемреапа (как и остальных городов Камбоджи) было выселено красными кхмерами в сельскую местность.
Из-за долгой гражданской войны город находился в упадке и стал медленно восстанавливаться как туристический центр лишь в середине 1990-х.
Сегодня Сиемреап является самым быстрорастущим городом Камбоджи. Благодаря Ангкору Сиемреап превратился в туристический центр с современными отелями и архитектурой. Несмотря на сильное международное влияние, Сиемреап и его жители сохранили большую часть традиционного облика города и культуры.

## Транспорт
В 7 км от города находится международный аэропорт Сиемреап (IATA: REP). Аэропорт принимает прямые рейсы из Пномпеня, Сингапура, Бангкока, Куала-Лумпура, Вьентьяна, Луангпрабанга, Ханоя, Хошимина, Дананга, Гонконга, Гуанчжоу, Сеула, Пусана, Куньмина, Гаосюна, Тайбэя.
В марте 2023 года завершилось строительство нового международного аэропорта «Сиемреап — Ангкор» (IATA: SAI) в 60 км от города; открытие планируется 16 октября 2023 года.
Сиемреап связан Национальной дорогой № 6 с тайской границей и Пномпенем (314 км).
Ежедневно из Пномпеня в Сиемреап и из Сиемреапа в Пномпень идут скоростные катера. Стоимость билета — $35.

## Религия
Помимо памятников Ангкора, в Сиемреапе также находится около десятка современных буддийских храмов. Наиболее известные из них: Ват Дамнак, Ват Бо, Ват Кесарарам, Ват Преах Пром Рат.
В городе существует мусульманская община, в районе Стынгтхмей есть мечеть Неакма и медресе.
Католическая община насчитывает около 150 человек в Сиемреапе (камбоджийцы и европейцы) и 60 человек в Чонг Книех (плавучая деревня на озере Тонлесап, в основном, вьетнамцы). В Сиемреапе находится католическая часовня (в северной части города), в деревне — церковь.
Также действуют различные протестантские конгрегации.

## Достопримечательности
- Национальный музей Ангкора